# Lewis Swift
Pour les articles homonymes, voir Swift.
Lewis A. Swift est un astronome américain, né le 29 février 1820 à Clarkson, New York et mort le 5 janvier 1913 à Marathon, New York.

## Histoire
Il découvrit ou codécouvrit de nombreuses comètes, dont les comètes périodiques 11P/Tempel-Swift-LINEAR, 64P/Swift-Gehrels et 109P/Swift-Tuttle (corps parent de la pluie d'étoiles filantes des Perséides). Il découvrit également les comètes C/1877 G2, C/1878 N1, C/1879 M1, C/1881 J1, C/1881 W1, C/1892 E1, D/1895 Q1, C/1896 G1 et C/1899 E1, et codécouvrit C/1883 D1 (Brooks-Swift). Cependant, la comète 54P/de Vico-Swift-NEAT fut découverte par son fils Edward D. Swift et non par lui.
Il découvrit sa dernière comète à l'âge de 79 ans. Il fut l'une des rares personnes à observer la comète de Halley lors de deux de ses apparitions, à 76 ans d'écart.
En 1878, il crut avoir observé deux planètes de type Vulcain (planètes hypothétiques situées à l'intérieur de l'orbite de Mercure), mais il s'était trompé.
En dehors des comètes, il découvrit également des centaines de nébuleuses.
Son patron était l'homme d'affaires en spécialités pharmaceutiques Hulbert Harrington Warner de Rochester dans l'État de New York, qui finança la construction d'un observatoire pour Swift. Warner fit faillite lors de la dépression de 1893, ce qui mit fin à son soutien financier, et Swift partit alors en Californie pour devenir directeur de l'observatoire du Mont Lowe.
Il fut marié deux fois, la première fois avec Lucretia Hunt en 1850 et la seconde avec Carrie D. Topping en 1864. Edward D. Swift était un enfant du second mariage.
L'astéroïde (5035) Swift découvert par Hiroshi Kaneda & Seiji Ueda en octobre 1991 porte son nom.
En 1881, il reçoit le prix Lalande de l'Académie des sciences et en 1897 la médaille Jackson-Gwilt de la Royal Astronomical Society.

## Découvreur des galaxies

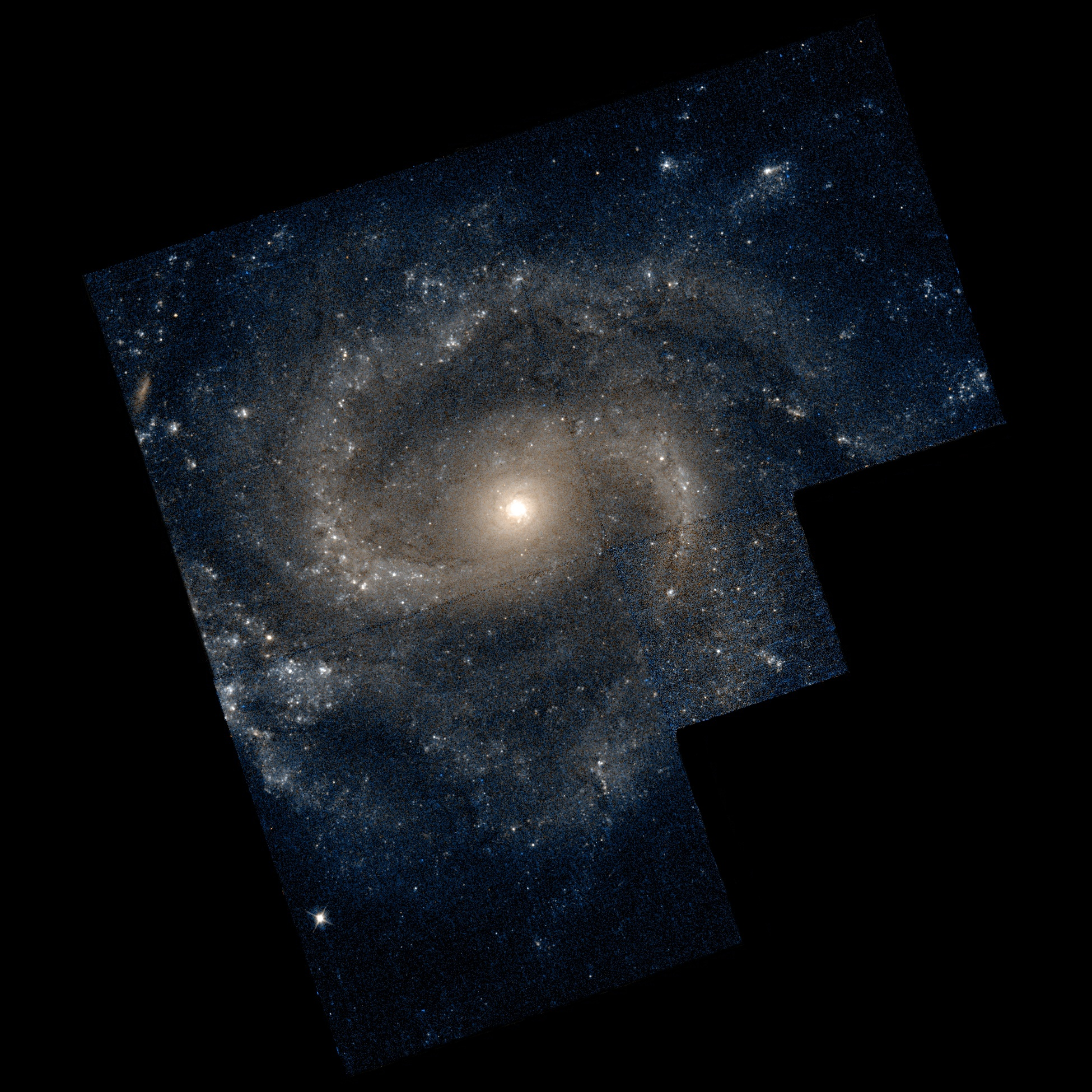
NGC 1042

On lui doit la découverte des galaxies suivantes, figurant dans le New General Catalogue :
- NGC 6 ;
- NGC 17 ;
- NGC 19 ;
- NGC 21 ;
- NGC 27 ;
- NGC 35 ;
- NGC 47 ;
- NGC 48 ;
- NGC 49 ;
- NGC 51 ;
- NGC 64 ;
- NGC 73 ;
- NGC 75 ;
- NGC 100 ;
- NGC 112 ;
- NGC 1128 ;
- NGC 150 ;
- NGC 151 ;
- NGC 155 ;
- NGC 161 ;
- NGC 190 ;
- NGC 237 ;
- NGC 240 ;
- NGC 250 ;
- NGC 262 ;
- NGC 317B ;
- NGC 332 ;
- NGC 1042 ;
- NGC 6050A ;
- NGC 6622 ;
- NGC 6951.